# Terataner bottegoi
Terataner bottegoi är en myrart som först beskrevs av Carlo Emery 1896.  Terataner bottegoi ingår i släktet Terataner och familjen myror. Inga underarter finns listade i Catalogue of Life.

## Bildgalleri

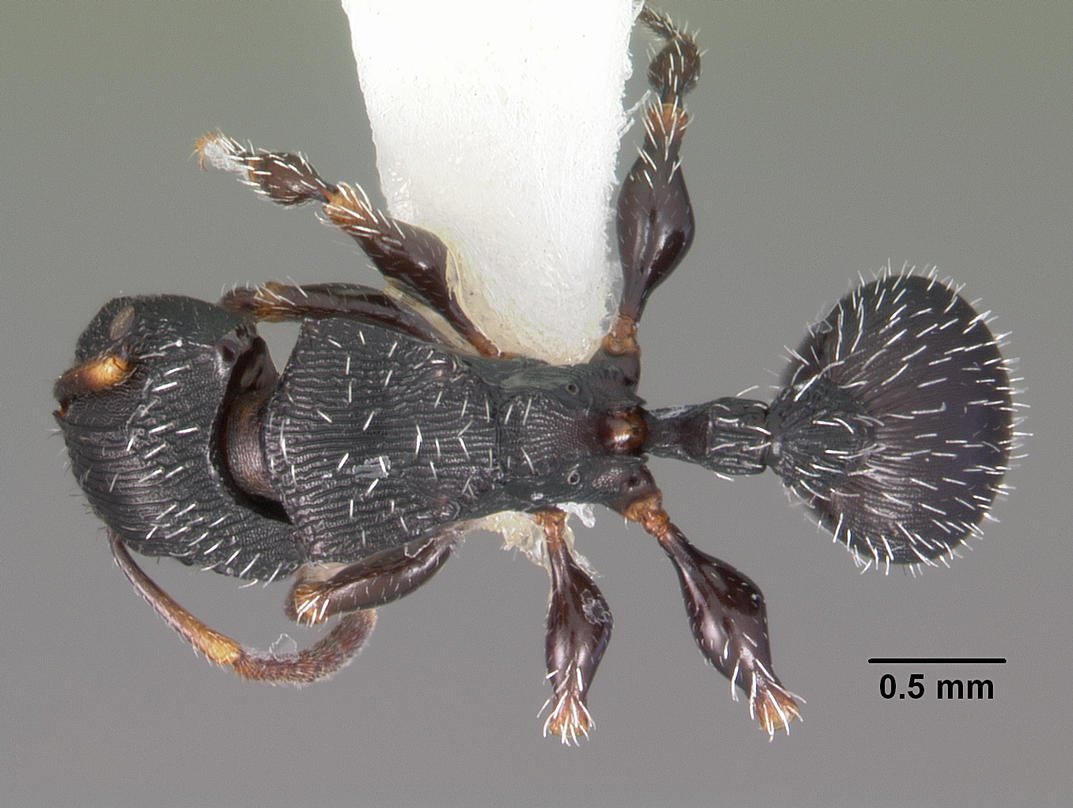
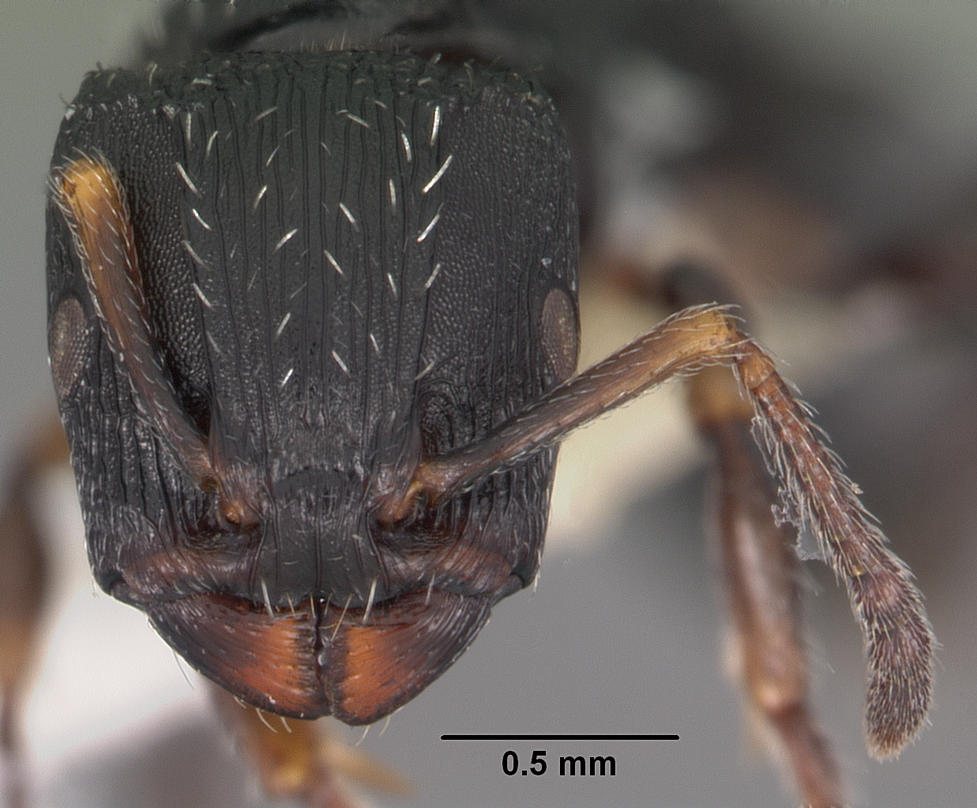
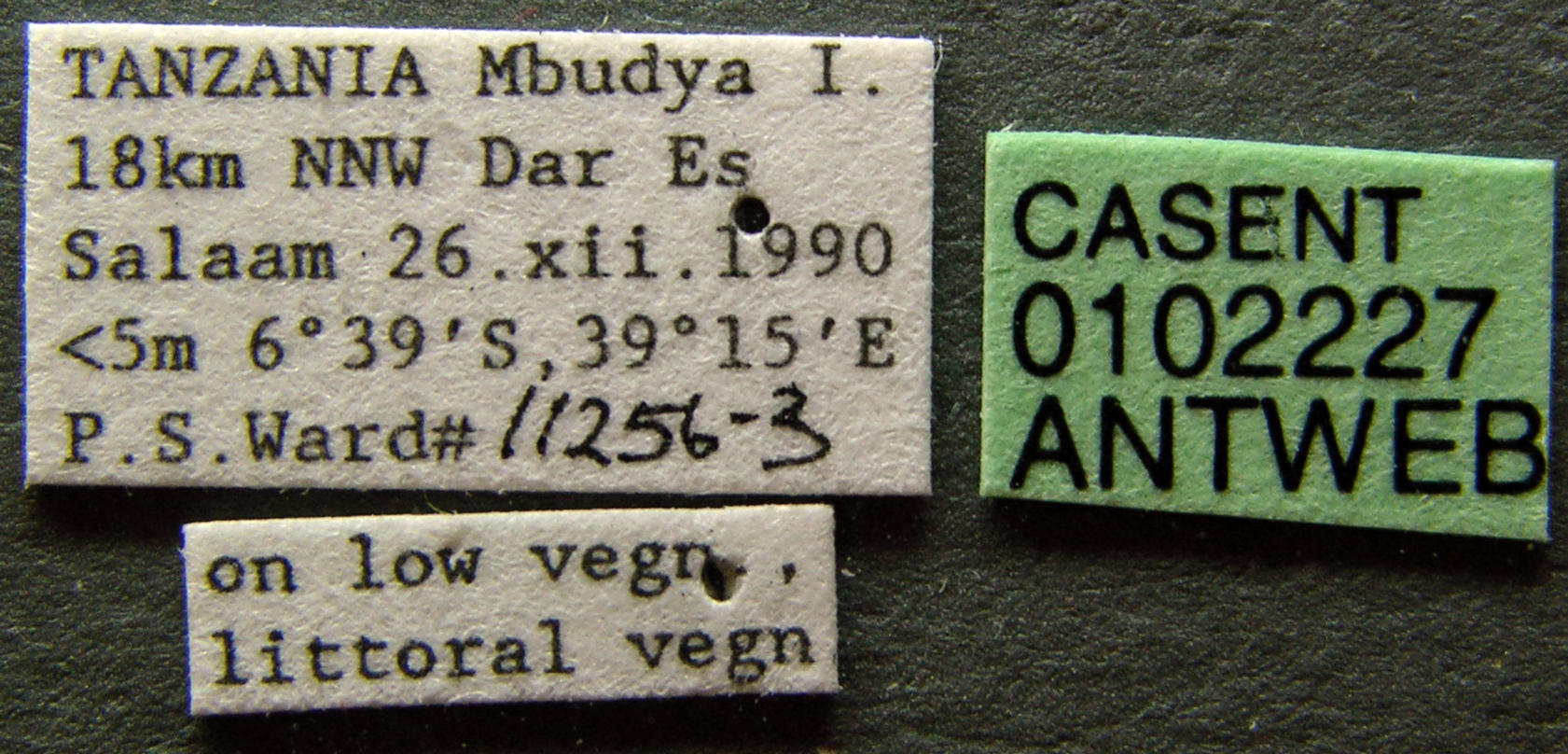
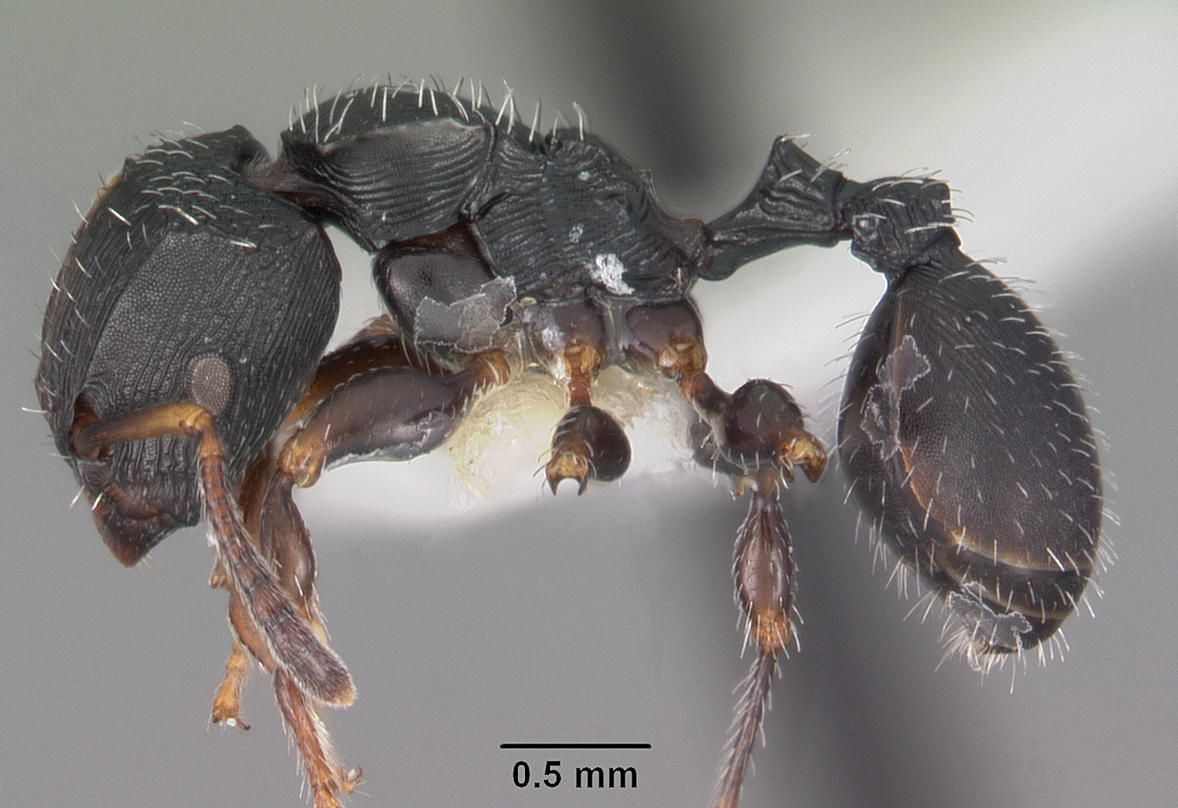